# 생약학
생약학(生藥學, Pharmacognosy)이란 식물, 동물, 광물 등의 천연물에서 유래한 약에 대해 연구하는 학문이다.
생약의 종류로서 식물류의 경우, 근류, 근경류, 엽류, 과실류, 종자류, 피류, 목부류, 은화식물류, 식물정유류 등으로 구분되고, 그외 동물류, 광물류로 구분한다.
생약의 명칭의 경우, 우리말은 오래전부터 쓰여왔던 명칭을, 라틴어의 경우 대부분 '학명의 일부+사용부위'로 되어있다.
예) 황백(黃柏) Phellodendri Cortex (학명: Phellodendron amurens)